# سفارة ألمانيا في كوريا الشمالية
سفارة ألمانيا في كوريا الشمالية هي أرفع تمثيل دبلوماسي لدولة ألمانيا لدى كوريا الشمالية. تقع السفارة في Taedonggang-guyok ‏ وهي تهدف لتعزيز المصالح الألمانية في كوريا الشمالية.

## وصلات خارجية
- قائمة سفارات ألمانيا
- قائمة السفارات في كوريا الشمالية